# (415029) 2011 UL21
(415029) 2011 UL21 は、アポロ群に分類される地球近傍小惑星 (NEO) および潜在的に危険な小惑星 (PHA) である。地球近傍小惑星に分類される小惑星としては最も大きいものの一つであり、2 km 程度の大きさを持つ。

## 発見と名称
2011年10月17日にアメリカ合衆国・アリゾナ州のツーソンで観測が行われている全天サーベイであるカタリナ・スカイサーベイによる観測から発見された。発見時の見かけの明るさは18.4等級で、2024年6月末時点で発見されてから1,800回以上の観測記録が存在している。正式な発見の約20年前である1989年と1990年にそれぞれ2回ずつパロマー天文台から観測されていたことが判明している。
正式な固有名は与えられておらず、(415029) 2011 UL21 という名称は小惑星番号と仮符号を示したものである。軌道の精査などにより、発見されてから約3年後の2014年11月6日に小惑星センター (MPC) から発行された小惑星回報 (Minor Planet Circular) の「M.P.C. 90793」にて小惑星番号415,029番が付与された。

## 軌道の特徴
2011 UL21 は軌道が大きく歪んだ楕円軌道を3年余りの公転周期で公転しており、その離心率は約 0.653 に達している。極端な軌道を描いているため、太陽からの軌道長半径は約 2.122 au（約3億1700万 km） だが、太陽に最も近づく近日点では金星軌道のすぐ外側である約 0.735 au（約1億1000万 km）まで接近し、逆に最も遠ざかる遠日点では約 3.508 au（約5億2500万 km）まで離れる。黄道面に対しても軌道が大きく傾いており、軌道傾斜角は35度弱となっている。太陽からの距離は大きく変動するが、軌道長半径は地球よりも外側であることからアポロ群と呼ばれる地球近傍小惑星の分類に属し、かつ地球軌道との最小交差距離 (MOID) が0.05 au（約750万 km、月までの距離の約19倍）以内に達している比較的大型の小惑星であるという条件を満たしていることにより、潜在的に危険な小惑星 (PHA) に分類されている。

## 物理的特徴と地球への接近
2011 UL21 は絶対等級 (H) が約16等級であり、これは現在知られている潜在的に危険な小惑星の中でも特に明るいことで知られる。Collaborative Asteroid Lightcurve Link が運用している Astroid Lightcurve Database ではスペクトル分類をS型、アルベド（反射能）を 0.20 と仮定して直径を 1.89 km と計算している。2020年に公表された広視野赤外線探査機 (WISE) のNEOWISE計画による観測結果では 2.31 km と測定されており、ジェット推進研究所 (JPL) が運営している Near-Earth Object Program Office では 2.5 km と推定されていた。欧州宇宙機関 (ESA) によると、直径を 2.31 km とした場合、2011 UL21 は既知の地球近傍小惑星全体の 99% より大きいことが知られている。これほどの大きさを持っている場合、複数の大陸間に渡る規模の影響を引き起こし、大きな気候変動を引き起こすのに十分な量の破片が大気中に散乱される可能性があるため、一部のメディアなどでは「惑星殺し (Planet Killer)」とも表現されている。
2011 UL21 は、2024年6月27日20時16分（協定世界時）に月までの距離の約17倍に相当する約664万 km まで地球に接近した。20世紀から22世紀までにおいて、この接近は地球に2番目に近くまで近づいたもので、この期間内において最も地球に接近するのは2089年6月25日3時48分で、月までの距離の約7倍に相当する約267万 km まで近づくと計算されている。1900年以降に地球から750万 km 以内にまで接近した小惑星の中では 2011 UL21 は10番目に大きいとみられている。これほどの規模を持つ小惑星が地球の近くまで接近することは珍しいため、2024年の接近直前には多くのメディアで 2011 UL21 の接近が報道されたが、ジェット推進研究所が運営している地球近傍天体研究センター (CNEOS) によって発見直後はトリノスケールにおいて「1」と評価されていたものの、詳細な観測による軌道精査の結果により、2011年11月4日の時点で 2011 UL21 の潜在的な地球への衝突可能性は無いと評価されており、欧州宇宙機関も最接近の3日前に 2011 UL21 が地球へ影響を及ぼすことなく「安全に通過する」と発表している。

## 衛星
2024年に 2011 UL21 が地球へ接近した際にアメリカのカリフォルニア州にあるゴールドストーン太陽系レーダーによるレーダー観測から、2011 UL21 から約 3 km 離れた位置を公転する小型の衛星の存在が確認された。宇宙物理学者の Robert Johnston は衛星の直径を 400 m、公転周期を0.86日（約20時間38分）と推定している。主星の 2011 UL21 とは2.6等級の等級差がある。